# Eddie Taylor
Eddie Taylor (29 de enero de 1923 - 25 de diciembre de 1985)  fue un guitarrista y cantante de blues eléctrico estadounidense. 

## Biografía
Nacido como Edward Taylor en Benoit, Misisipi, cuando era niño, aprendió por sí mismo a tocar la guitarra. Pasó sus primeros años tocando en locales alrededor de Leland, Misisipi, donde le enseñó a tocar la guitarra a su amigo Jimmy Reed. Con un estilo de guitarra arraigado en la tradición del delta del Misisipi, se mudó a Chicago, Illinois, en 1948. 
Aunque nunca alcanzó el estrellato de algunos de sus contemporáneos en la escena del blues de Chicago; sin embargo, fue una parte integral de esa época. Se destaca especialmente como acompañante principal de Jimmy Reed;  también trabajó para John Lee Hooker, Big Walter Horton, Sam Lay,  y otros. Earwig Music Company lo grabó con Kansas City Red y Big John Wrencher para el álbum Original Chicago Blues.  Más tarde se asoció con Earring George Mayweather y grabaron juntos varios temas, incluidos "You'll Always Have a Home" y "Don't Knock at My Door".  Varios de ellos fueron lanzados como sencillos, de los cuales "Big Town Playboy" y "Bad Boy", publicados por Vee Jay Records, fueron éxitos locales en la década de 1950, pero los sencillos de Taylor en general no tuvieron éxito comercial. 
En la década de 1970, participó en la gira europea American Blues Legends '74 organizada por Big Bear Records, apareciendo en el álbum del mismo nombre, así como en Ready For Eddie. 
Más tarde, fue el guitarrista principal habitual de Peter Dames y la Chicago River Blues Band, más tarde conocida como Peter Dames and the Rhythm Flames.
Tocó la guitarra solista en varias canciones (incluida la canción principal) del álbum Be Careful How You Vote de Sunnyland Slim, y tocó en vivo con Sunnyland Slim en algunas fechas de gira en la década de 1980.
La esposa de Taylor, Vera, era cantante y compositora,  y sobrina de los músicos de blues Eddie "Guitar" Burns y Jimmy Burns. El difunto hijo de Taylor, Eddie Taylor Jr., era guitarrista de blues en Chicago, su hijastro Larry Taylor es baterista y vocalista de blues y su hija Demetria es vocalista de blues en Chicago.
Taylor murió el día de Navidad de 1985 en Chicago,  a la edad de 62 años, y fue enterrado en el cementerio Restvale en Alsip, Illinois. Fue incluido póstumamente en el Salón de la Fama del Blues en 1987.

## Discografía

### Álbumes grabados como líder

#### Álbumes de estudio
| Álbum                     | Notas                                                                                                  |
| ------------------------- | --- |
| I Feel So Bad             | Grabado en junio de 1972, Hollywood, California; lanzado en 1972 (Advent Records, LP, CD)              |
| Ready for Eddie           | Grabado entre febrero y abril de 1974, Londres, Inglaterra; lanzado en 1975 (Big Bear Records, LP, CD) |
| My Heart Is Bleeding      | Grabado en enero de 21, 1980, Chicago, Illinois; lanzado en 1980 (L+R Records, LP)                     |
| Still Not Ready for Eddie | Lanzado en 1987 (Antone's Records, LP)                                                                 |

#### Álbum en vivo
| Álbum                           | Notas                                                                       |
| ------------------------------- | --------------------------------------------------------------------------- |
| Bad Boy a Long Way from Chicago | Grabado en 1978, Kioto, Japón; lanzado en 1978 ( LP, CD de P-Vine Records ) |

### Álbumes de colaboración
| Álbum                            | Notas                                                                                                  |
| -------------------------------- | --- |
| Masters of Modern Blues Volume 3 | Grabado en junio de 1966, Chicago, Illinois; lanzado en 1966 (Testament Records, LP, CD)               |
| Goin' to Chicago                 | Grabado en1966, Chicago, Illinois; lanzado 1966 (Testament Records, LP, CD)                            |
| American Blues Legends '74       | Grabado entre febrero y marzo de 1974, Londres, Inglaterra; lanzado en 1974 (Big Bear Records, LP, CD) |

### Álbumes grabados como acompañante
| Álbum                  | Detalles del álbum                                                                 |
| ---------------------- | ---------------------------------------------------------------------------------- |
| Original Chicago Blues | Grabaciones de Joe Carter y Kansas City Red; lanzado en 1982 (JSP Records, LP, CD) |

- 1958: I'm Jimmy Reed – Jimmy Reed (Vee-Jay)
- 1959: I'm John Lee Hooker – John Lee Hooker (Vee-Jay)
- 1967: Soulin' – Jimmy Reed (BluesWay)
- 1968: Big Boss Man – Jimmy Reed (BluesWay)
- 1969: Carey Bell's Blues Harp – Carey Bell (Delmark)
- 1969: Down in Virginia – Jimmy Reed (BluesWay)
- 1972: Big Walter Horton with Carey Bell − Big Walter Horton y Carey Bel' (Alligator)
- 1973: Last Night – Carey Bell (BluesWay)
- 1975: Street Talkin' (Muse 5087)
- 1981: Big Town Playboy (Charly 1015)